# 여행 오퍼레이터
여행 오퍼레이터는 여행을 진행하는 직종이며, 가이드 및 차량을 소유하고 있다. 직접적으로 여행자와 접촉하기보다는 여행사를 통해서 여행자와 접근한다.

## 같이 보기
- 여행 가이드